# Muthana Khalid
Muthana Khalid Al-Masloukhi (Baghdad, 14 giugno 1989) è un calciatore iracheno, centrocampista del Baghdad.

## Carriera

### Club
Comincia a giocare all'Al-Naft. Nel 2007 si trasferisce all'Al Quwa Al Jawiya. Nel 2013 passa all'Arbil. Nel 2014 si accasa all'Al-Shorta. Nel 2015 viene acquistato dal Baghdad.

### Nazionale
Ha debuttato in Nazionale il 15 novembre 2009, nell'amichevole Iraq-Azerbaigian (1-0). Ha partecipato, con la Nazionale, alla Coppa d'Asia 2011. Ha collezionato in totale, con la maglia della Nazionale, 40 presenze.